# أندريا آدامز
أندريا آدامز، (توفيت في 7 تشرين الثاني\نوفمبر 1995)، كانت مذيعة في هيئة الإذاعة البريطانية وصحفية، عرفت ببرامجها التي كتبتها وأنتجتها بنفسها كبرنامجي «هل يتناول السكر؟» و«ساعة المرأة».
ولدت أندريا في نوتنغهام وهي أول شخص نشر للعامة عن أهمية التنمر في مكان العمل، حيث قامت بحملة ضد هذا النوع من البلطجة بعد أن أذيع برنامجها الإذاعي «إساءة استعمال السلطة» في عقد 1980، حيث تلقّت كمية هائلة من البريد من قبل الرأي العام البريطاني. ثمة اعتقاد بأنها صاغت مصطلح «التنمر في مكان العمل» عام 1988. نشرت مطابع فيراغو كتابها «التنمر في مكان العمل: كيفية مواجهته والتغلب عليه» عام 1992.

## وفاتها وإرثها
أطلقت حملة «ثقة أندريا آدامز» ضد التنمر في أماكن العمل، وقد وفّرت الحملة البحوث وخط مساعدة وتعليم. كانت حملة «ثقة» مسؤولة عن تنظيم حظر التنمر في أيام العمل. تقام هذه الحملة يوم 7 نوفمبر من كل عام في ذكرى وفاة أندريا. عام 2008، أغلقت الحملة وألغيت بسبب تقاعد الرئيس التنفيذي ومؤسس الحملة لِن ويذيريدج.
ألّفت ابنة «أندريا» المؤلفة البريطانية جيميني آدامز كتاباً حاز عدّة جوائز وعنوانه «إرثك من الحب: إدراك الهدية في الوداع»، يتناول الكتاب جربة أمها في معركتها ضد السرطان والخبرات المكتسبة من هذه التجربة، بما في ذلك فكرة أن الناجين يحتاجون أكثر من مجرد أموال عادة يتركونها خلفهم في وصية.

## كتبها المنشورة
- التنمر في العمل - كتاب من تأليف أندريا آدامز ونيل كراوفورد (1992) ISBN 1-85381-542-X
- الصمود ضد التحرش والتنمر في مكان العمل. الإدارة الشخصية، 48-50 (1992، تشرين الثاني).
- الدليل القياسي لمواجهة التنمر في العمل. 7:10. 44-46. (1992)

## وصلات خارجية
- Workplace Bullying Institute, workplacebullying.org; accessed 25 October 2014.
- Ban Bullying at Work website; accessed 25 October 2014
- Bullying At Work Book, amazon.co.uk; accessed 25 October 2014.